# Thomas M. Dann

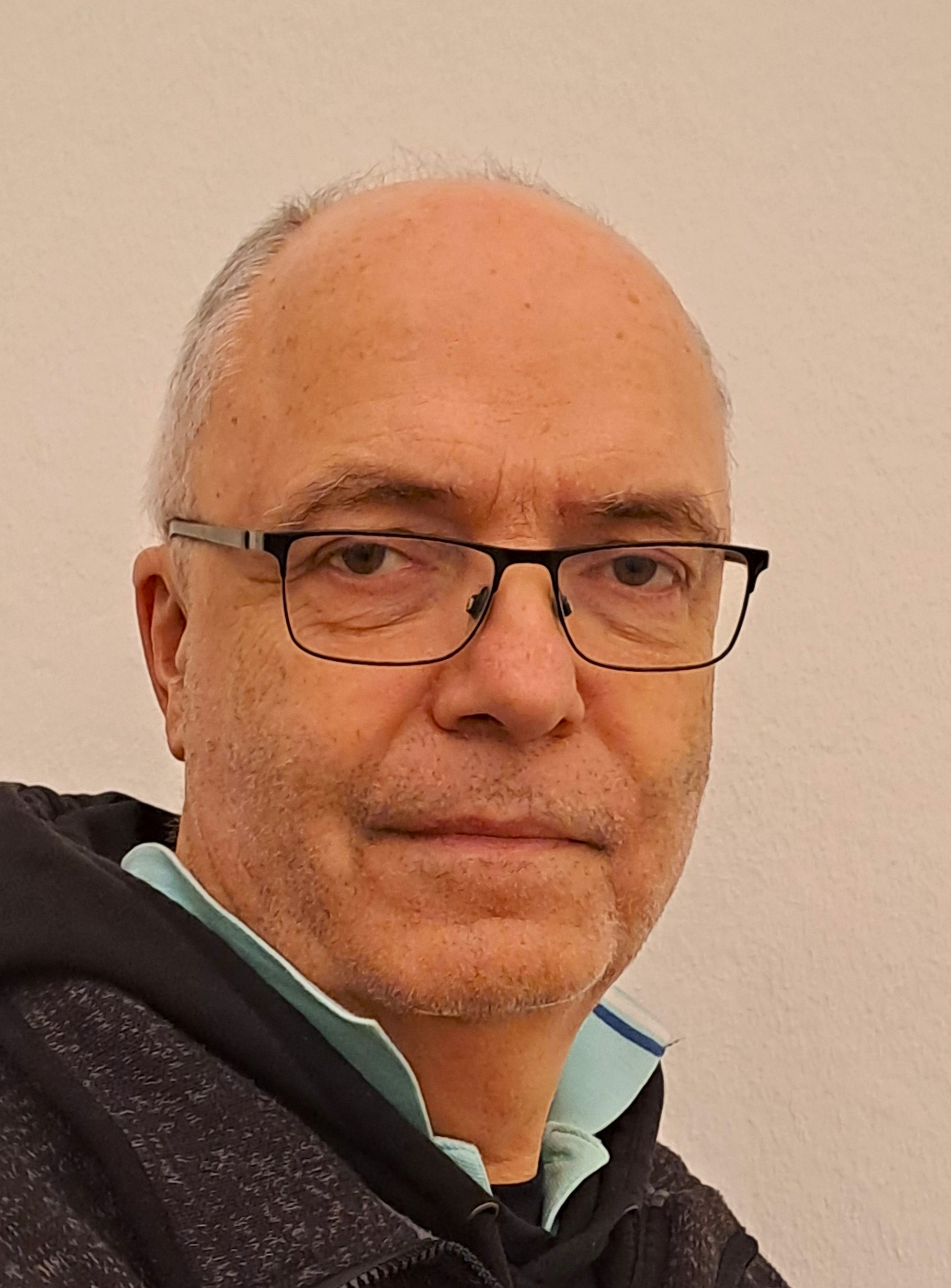
Thomas M. Dann, 2024

Thomas Mathias Dann (* 23. Januar 1962 in Marburg/Lahn) ist ein deutscher Zahnarzt und Kunsthistoriker.

## Biografie
Dann studierte Zahnmedizin und Kunstgeschichte in Berlin und Bochum. Seine Dissertation von 1988 an der Freien Universität Berlin beschäftigte sich mit der Frage Vergleich verschiedener Festigkeits- und Härteuntersuchungen an Prothesenkunststoffen.
Nach seiner Promotion wirkte Dann als Jugendzahnarzt des Kreises Lippe.
Thomas M. Dann beschäftigt sich kunsthistorisch insbesondere mit der Residenz-, Ausstattungs- und Möbelforschung. Seine Publikations-Schwerpunkte nehmen dabei das Leineschloss in Hannover ein, das Schloss Schwerin, das von den in Arolsen tätigen Hofschreinern aus der Familie des Malers Wilhelm von Kaulbach hergestellte Mobiliar und das von der Familie Beneke in Detmold sowie die Innenraum-Ausgestaltungen durch den Königlich Hannoverschen Hofarchitekten Georg Ludwig Friedrich Laves.
Als Spezialist für historische Möbel- und Raumgestaltung arbeitete Dann 2006 als Dozent an der damaligen Detmolder Schule für Architektur und Innenarchitektur (heute: Technische Hochschule Ostwestfalen-Lippe - University of Applied Sciences and Arts).
2018 und 2019 war Dann Juror für antikes Mobiliar und Großuhren für die Kunst- und Antiquitätentage Münster.
2022 kuratierte Dann zusammen mit Sally Schöne im August-Kestner-Museum in Hannover die deutschlandweit beachtete Ausstellung G. L. F. Laves. Ein Architekt entwirft Möbel (6.11.22–26.3.23).

## Schriften (Auswahl)

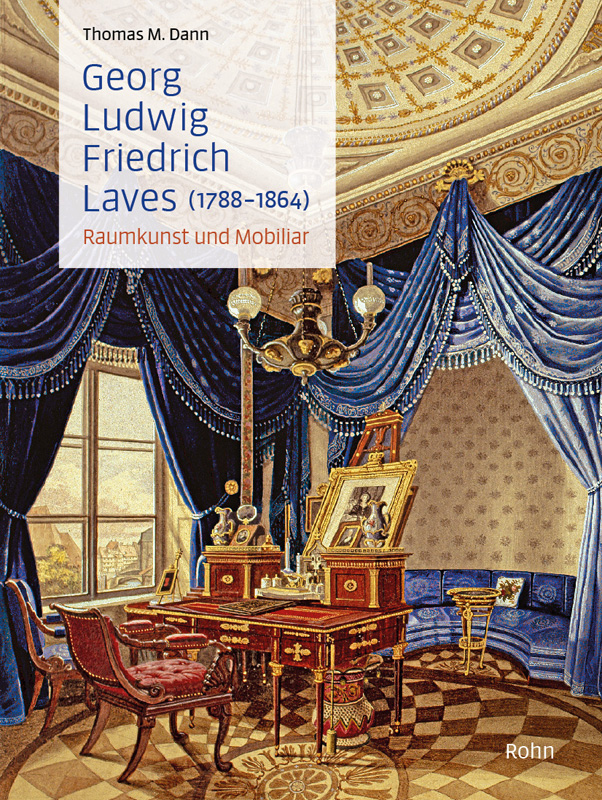
Einband-Titel Georg Ludwig Friedrich Laves (1788-1864). Raumkunst und Mobiliar;
Arbeitszimmer vom Hofmarschall Georg von Wangenheim im Wangenheimpalais; Gouache und Aquarell nach 1843, Wilhelm Kretschmer zugeschrieben

- Die Schreiner Kaulbach in Arolsen. Ein Beitrag zur Möbelkunst Waldecks (= Museumshefte Waldeck-Frankenberg, Heft 13), Arolsen: Museumsverein, 1992, ISBN 978-3-87077-058-7 und ISBN 3-87077-058-9; Inhaltsverzeichnis
- Georg Ludwig Friedrich Laves (1788–1864) – das Möbelwerk (= Beiträge zur Kunstgeschichte, Bd. 13), Witterschlick/Bonn: Wehle, 1996, ISBN 978-3-89573-054-2 und ISBN 3-89573-054-8; Inhaltsverzeichnis
- „... ein vortreflich [vortrefflich] schöner Reitersitz ...“ Haus Kemnade und seine Ausstattung vom 16. bis zum 19. Jahrhundert, Bochum: Schürmann und Klagges, 2000, ISBN 978-3-920612-84-3 und ISBN 3-920612-84-1; Inhaltsverzeichnis
- Die königlichen Prunkappartements im hannoverschen Leineschloß : Untersuchungen zu Raumfolgen in der 1. Hälfte des 19. Jahrhunderts (= Quellen und Darstellungen zur Geschichte Niedersachsens, Bd. 120), Hannover: Verlag Hahnsche Buchhandlung, 2000, ISBN 978-3-7752-5808-1 und ISBN 3-7752-5808-6
- Die großherzoglichen Prunkappartements im Schweriner Schloss. Ein Beitrag zur Raumkunst des Historismus in Deutschland (= Beiträge zur Kunstgeschichte und Denkmalpflege in Mecklenburg-Vorpommern, Bd. 1), Schwerin: Landesamt für Kultur und Denkmalpflege, 2007, ISBN 978-3-935770-16-3; Inhaltsverzeichnis
- Burkhard Meier (Red.), Thomas M. Dann: Neues Palais Detmold (= Lippische Kulturlandschaften, H. 16), Detmold: Lippischer Heimatbund, 2010, ISBN 978-3-941726-16-1
- Möbelschätze aus Lippe – Vier Generationen Tischler Beneke in Detmold (1816–1964) (= Sonderveröffentlichungen des Naturwissenschaftlichen und Historischen Vereins für das Land Lippe e. V., Bd. 79), Gütersloh: Verlag für Regionalgeschichte, 2011, ISBN 978-3-89534-779-5; Inhaltsverzeichnis
- Burkhard Meier (Red.), Thomas M. Dann: Neues Palais Detmold (= Lippische Kulturlandschaften, H. 16), Detmold: Lippischer Heimatbund, 2010, ISBN 978-3-941726-16-1
- Thomas M. Dann (Red.), Stefan Wiesekopsieker: Schloss Varenholz (= Lippische Kulturlandschaften, H. 24), 1. Auflage, Detmold: Lippischer Heimatbund, 2013, ISBN 978-3-941726-36-9
- Thomas M. Dann, Heinrich Stiewe (Verf.), Burkhard Meier, Stefan Wiesekopsieker (Red.): Schloss und Schlossgarten Schieder (=  	Lippische Kulturlandschaften, H. 22), Detmold: Lippischer Heimatbund, 2013, ISBN 978-3-941726-28-4; Inhaltsverzeichnis
- Von Zahnkünstlern, Hofdentisten und Wanderzahnärzten. Zahnheilkunde im Fürstentum Lippe des 19. Jahrhunderts, Detmold: Rohn, 2014, ISBN 978-3-939486-77-0; Inhaltsverzeichnis und Inhaltstext
- Burg Blomberg (= Lippische Kulturlandschafte, Heft 28), Detmold: Lippischer Heimatbund, 2014, ISBN 978-3-941726-39-0; Inhaltstext
- Thomas M. Dann, Uwe Standera, Lutz Volmer: Sachgutdokumentation ländliches Mobiliar im Ravensberger Land (16. bis 20. Jahrhundert). Ein Zwischenbericht , 2019; Inhaltsverzeichnis
- Georg Ludwig Friedrich Laves (1788–1864). Raumkunst und Mobiliar, Lemgo: Verlag Dorothea Rohn, 2022, ISBN 978-3-946319-32-0 und ISBN 3-946319-32-7; Inhaltsverzeichnis
- Das ländliche Möbel in Lippe. Wohnkultur in Nordwestdeutschland vom 16. bis zum 19. Jahrhundert, Bielefeld: Verlag für Regionalgeschichte, [2023], ISBN 978-3-7395-1504-5 und ISBN 3-7395-1504-X; Inhaltsverzeichnis
- Ernst Pethig. Architekt zwischen Moderne und Tradition (1892–1956), Detmold: Lippe Verlag, 2024, ISBN 978-3-89918-704-5 und ISBN 3-89918-704-0; Inhaltsverzeichnis